# José Dirceu

José Dirceu de Oliveira e Silva (Passa-Quatro, Minas Gerais, 16 maart 1946) is een voormalig Braziliaans politicus. Hij was in 2012 uit zijn politieke rechten ontheven door de Kamer van Volksvertegenwoordigers en was schuldig bevonden aan actieve corruptie en criminele organisatie in twee verschillende gerechtszaken voor het Braziliaanse Hooggerechtshof.
In 1966 werd hij lid van "Ala Marighella", een revolutionaire gewapende groep met communistische banden en tussen 1965 en 1968 was hij studentenleider van de studentenvereniging van São Paulo (UEE, União Estadual de Estudantes). Hij werd gevangengenomen in 1968 tijdens het 30ste nationaal studenten congres voor zijn militante activiteiten, maar in 1969 werd hij samen met 14 andere politici het land uitgezet in een uitwisseling met de bevrijding van de Amerikaanse ambassadeur Charles Burke Elbrick, die gegijzeld was door de MR8 beweging. Hij ging eerst naar Mexico, maar verbleef daarna in Cuba. Hij keerde illegaal terug naar Brazilië in 1971, maar bleef niet lang. Hij veranderde dan zijn gezicht met plastische chirurgie en keerde terug naar Paraná (Brazilië) in 1975 met een valse naam "Carlos Henrique Gouveia de Mello". Hij trouwde er met zijn eerste vrouw zonder zijn ware identiteit te verklappen.
In 1979 ging hij terug naar Cuba veranderde zijn gezicht terug naar de originele versie, kreeg amnestie en keerde terug naar Brazilië en hielp mee met de oprichting van de Arbeiderspartij (PT) en was later benoemd tot kabinetschef van Luiz Inácio Lula da Silva van 2003 tot 2005, toen hij ontslag nam wegens de beschuldiging van corruptie in het mensalão-schandaal.
Dirceu wordt verder beschuldigd in de Operatie Lava Jato van smeergeld te hebben ontvangen van Engevix en UTC Engenharia.
- Gemeinsame Normdatei: 1057073415
- International Standard Name Identifier: 0000 0000 4183 4395
- Library of Congress Control Number: no99015883
- Nederlandse Thesaurus van Auteursnamen: 188734856
- Système universitaire de documentation: 164489681
- Virtual International Authority File: 63638581
- WorldCat: E39PBJyxhJGxfRbH773cpFfQbd